# اندیس زریگان
زریگان یک اندیس فلزی است که در حوالی شهر چادر ملو استان یزد قرار دارد و مادهٔ معدنی موجود در آن، سرب و روی است.  